# О’Мур, Рори
Рори О’Мур, также известен как Роджер О’Мур и О’Мор или сэр Роджер Мур (ирл. Ruairí Ó Mórdha; ок. 1600 — 16 февраля 1655) — ирландский дворянин и землевладелец из древнего рода О’Мур. Один из четырёх главных организаторов ирландского восстания 1641 года.

## Биография
Рори О’Мур принадлежал к древнему ирландскому клану О’Мур, который вел своё происхождение от мифического Коналла Кернаха. Он родился около 1600 года в графстве Лиишь
Рори О’Мур (ум. 1578), дядя и тёзка Рори, ирландский лорд Лииша, сражался с англичанами. В 1556 году королева Англии Мария I Тюдор конфисковала его владения и создала графство Лиишь (Графство Королевы). Более 180 членов клана (лидеры Лииша и Оффали), которые не участвовали в мятежах против английского правления, были убиты англичанами на пиру в Муллагмасте (графство Килдэр) в 1577 году. Вскоре после этого были выслежены и убиты Рори Ог О’Мур и его жена Майрет О’Бирн, сестра Фиаха МакХью О’Бирна. Их поместья были переданы английским колонистам.
Калва О’Мур (отец Рори) получил в 1574 году во владение от королевы Англии Елизаветы Тюдор поместье Балина. Это поместье находилось в графстве Килдэр, недалеко от Энфилде (графство Мит). В 1618 году после смерти своего отца Рори О’Мур унаследовал это поместье.

## Лидер Восстания 1641 года
Рори О’Мур в 1641 году запланировал бескровный переворот, чтобы отстранить от власти в Ирландии протестантское правительство, выступавшее против ирландского католического дворянства и крестьянства. Вместе с Коннором Магвайером, 2-м бароном Эннискилленом, он планировал 23 октября 1641 года захватить Дублинский замок, который защищался небольшими гарнизоном. Его соратник Фелим O’Нил должен был захватить города и крепости в Ольстере. Заговорщики планировали управлять Ирландией, сохраняя верность королю Англии Карлу Стюарту. Но 22 октября 1641 года их заговор был раскрыт. Коннор Магвайр, 2-й барон Эннискиллен, и Хью Ог МакМахон были раскрыты и схвачены английскими властями. Фелим O’Нил из Кинарда добился некоторого успеха в Ольстере, а Рори О’Мур преуспел в создании альянса между ирландскими кланами Ольстера и старым английским дворянством в Лейнстере.
В ноябре 1641 года повстанческие силы осадили город Дроэду, но роялисты выступили из Дублина на помощь осажденному гарнизону Дроэду. В битве при Джулианстауне 29 ноября того же года повстанцы под командованием Рори О’Мура и полковника Филипа О’Рейли (3000 чел.) разбили отряд роялистов под предводительством Патрика Уэмисса (650 чел.).
Позднее Рори О’Мур командовал отрядами конфедератов в графствах Кок и Оффали, в которых сохранялся мир. Он также помог организовать альянсы с Мурроу О’Брайеном, 1-м графом Инчикином, в 1647 году, и Джеймсом Батлером, 1-м герцогом Ормондом, в 1648 году. Несмотря на альянс с ирландских конфедератов с большей часть роялистов, в 1649—1653 годах Ирландия была завоёвана английской армией Оливера Кромвеля и примерно третья населения Ирландии погибла.
Епископ Майкл Комерфорд писал, что после поражения конфедератов в битве при Килраше в апреле 1642 года Рори О’Мур вышел в отставку и скончался в городе Килкенни зимой 1642/1643 года. Другие сообщают, что Рори О’Мур бежал на остров Инишбофин (графство Голуэй) после того, как Килкенни был взят англичанами в 1652 году.

## Потомки
Рори О’Мур был женат на Джейн, дочери сэра Патрика Барневолла из Турви (Донабейт, графство Дублин), от брака с которой у него были два сына и четыре дочери. Многие историки считают, что он был отцом Джеймса Мура, губернатора провинции Каролина и, следовательно, является предком американского генерала Роберта Хоу, губернатора штата Луизиана Томаса Овертона Мура и современного миллиардера Луи Мура Бэкона.
Поместье Балина было унаследовано Льюисом О’Муром, братом Рори. Балина была передана последнему из потомков Льюиса О’Мура, Летиции, которая также происходила от Рори О’Мура, потому что её дед был женат на своей двоюродной сестре. Летиция вышла замуж за Ричарда Фарелла в 1751 году. Эта семья Фарелл в дальнейшем взяла фамилия Мор О’Фаррелл и проживала в Балине до продажи поместья в 1960 году. Членам семьи О’Фаррелл также принадлежал конный завод Килданган в Монастеревине до 1990 года. Известным членом семьи был известный ирландский политик Ричард Мор О’Феррелл (1797—1880), губернатор Мальты (1847—1851).
Одна из дочерей Рори, Анна О’Мур, вышла замуж за Патрика Сарсфилда из старой английской католической семьи из Пейла. Его внук, Патрик Сарсфилд, 1-й граф Лукан (ок. 1660—1693), сторонник свергнутого короля Англии Якова II Стюарта во время Войны двух королей в Ирландии.
В честь Рори О’Мура назван мост в Дублине.